# ATP Tour 2023
ATP Tour 2023 var den 34. sæson af ATP Tour, den professionelle tour for mandlige tennisspillere, siden etableringen i 1990. Touren bestod af 59 turneringer fordelt i tre kategorier, samt landsholdsturneringen United Cup og de to sæsonafsluttende turneringer, Next Gen ATP Finals og ATP Finals.
Som følge af Israel-Hamaskrigen, der blev indledt den 7. oktober 2023, blev Tel Aviv Open 2023, der skulle have været afviklet den 5. - 11. november i Tel Aviv, aflyst. Fire dage senere kunne ATP Tour meddele, at der som erstatning i samme termin med kort frist var blevet arrangeret en udgave af Sofia Open i Sofia, Bulgarien.
Siden Ruslands invasion af Ukraine i begyndelsen af 2022 havde tennissportens styrende organer, WTA, ATP, ITF og de fire grand slam-turneringer, tilladt, at spillere fra Rusland og Hviderusland fortsat kunne deltage i turneringer på ATP Tour og WTA Tour, men de kunne ikke stille op under landenes navne eller flag, og spillerne fra de to lande deltog derfor i turneringerne under neutralt flag.

## Turneringer

### Kategorier
ATP Tour 2023 bestod af 59 almindelige turneringer fordelt i tre kategorier:
- 9 turneringer i kategorien ATP Masters 1000
- 13 turneringer i kategorien ATP 500
- 37 turneringer i kategorien ATP 250

Hertil kom landsholdsturneringen United Cup, afviklet i samarbejde med WTA Tour, samt de to sæsonafsluttende turneringer, ATP Finals og Next Gen ATP Finals.
Derudover indgik de fire grand slam-turneringer og Davis Cup også i tourens kalender, og resultaterne opnået i grand slam-turneringerne gav også point til ATP's verdensrangliste, selvom turneringerne ikke var ATP-turneringer.

### Ranglistepoint
Turneringerne var fordelt på følgende turneringskategorier med angivelse af de tilhørende ranglistepoint, spillerne opnåede afhængig af deres resultater.

#### Single
| Kategori | Antal turn. | Antal deltagere | Ranglistepoint i single | Ranglistepoint i single | Ranglistepoint i single | Ranglistepoint i single         | Ranglistepoint i single         | Ranglistepoint i single         | Ranglistepoint i single         | Ranglistepoint i single         | Ranglistepoint i single         | Ranglistepoint i single         | Ranglistepoint i single         | Ranglistepoint i single         |
| Kategori | Antal turn. | Antal deltagere | V                       | F                       | 1/2                     | 1/4                             | 1/8                             | 1/16                            | 1/32                            | 1/64                            | Q                               | Q3                              | Q2                              | Q1                              |
| --- | ----------- | --------------- | ----------------------- | ----------------------- | ----------------------- | ------------------------------- | ------------------------------- | ------------------------------- | ------------------------------- | ------------------------------- | ------------------------------- | ------------------------------- | ------------------------------- | ------------------------------- |
| Grand slam * | 4           | 128             | 2000                    | 1200                    | 720                     | 360                             | 180                             | 90                              | 45                              | 10                              | 25                              | 16                              | 8                               | 0                               |
| ATP Finals | 1           | 8               | G+900                   | G+400                   | G+0                     | Gruppespil: 200 pr. vundet kamp | Gruppespil: 200 pr. vundet kamp | Gruppespil: 200 pr. vundet kamp | Gruppespil: 200 pr. vundet kamp | Gruppespil: 200 pr. vundet kamp | Gruppespil: 200 pr. vundet kamp | Gruppespil: 200 pr. vundet kamp | Gruppespil: 200 pr. vundet kamp | Gruppespil: 200 pr. vundet kamp |
| Next Gen ATP Finals | 1           | 8               | -                       | -                       | -                       | -                               | -                               | -                               | -                               | -                               | -                               | -                               | -                               | -                               |
| ATP Masters 1000 | 9           | 96              | 1000                    | 600                     | 360                     | 180                             | 90                              | 45                              | 25                              | 10                              | 16                              | -                               | 8                               | 0                               |
| ATP Masters 1000 | 9           | 48-56           | 1000                    | 600                     | 360                     | 180                             | 90                              | 45                              | 10                              | -                               | 25                              | -                               | 16                              | 0                               |
| ATP 500 | 13          | 48              | 500                     | 300                     | 180                     | 90                              | 45                              | 20                              | 0                               | -                               | 10                              | -                               | 4                               | 0                               |
| ATP 500 | 13          | 32              | 500                     | 300                     | 180                     | 90                              | 45                              | 0                               | -                               | -                               | 20                              | -                               | 10                              | 0                               |
| ATP 250 | 37          | 48              | 250                     | 150                     | 90                      | 45                              | 20                              | 10                              | 0                               | -                               | 5                               | -                               | 3                               | 0                               |
| ATP 250 | 37          | 28-32           | 250                     | 150                     | 90                      | 45                              | 20                              | 0                               | -                               | -                               | 12                              | -                               | 6                               | 0                               |
| United Cup | 1           |                 | Maks. 500               | Maks. 500               | Maks. 500               | Maks. 500                       | Maks. 500                       | Maks. 500                       | Maks. 500                       | Maks. 500                       | Maks. 500                       | Maks. 500                       | Maks. 500                       | Maks. 500                       |
| Note * Grand slam-turneringerne er ikke en del af ATP Tour, men de er en del af tourens kalender og giver point til ATP's verdensrangliste. |             |                 |                         |                         |                         |                                 |                                 |                                 |                                 |                                 |                                 |                                 |                                 |                                 |

#### Double
| Kategori | Antal turn. | Antal deltagere | Ranglistepoint i double | Ranglistepoint i double | Ranglistepoint i double | Ranglistepoint i double         | Ranglistepoint i double         | Ranglistepoint i double         | Ranglistepoint i double         | Ranglistepoint i double         | Ranglistepoint i double         | Ranglistepoint i double         | Ranglistepoint i double |
| Kategori | Antal turn. | Antal deltagere | V                       | F                       | 1/2                     | 1/4                             | 1/8                             | 1/16                            | 1/32                            | Q                               | Q2                              | Q1                              |                         |
| --- | ----------- | --------------- | ----------------------- | ----------------------- | ----------------------- | ------------------------------- | ------------------------------- | ------------------------------- | ------------------------------- | ------------------------------- | ------------------------------- | ------------------------------- | ----------------------- |
| Grand slam * | 4           | 64              | 2000                    | 1200                    | 720                     | 360                             | 180                             | 90                              | 0                               | -                               | -                               | -                               |                         |
| ATP Finals | 1           | 8               | G+900                   | G+400                   | G+0                     | Gruppespil: 200 pr. vundet kamp | Gruppespil: 200 pr. vundet kamp | Gruppespil: 200 pr. vundet kamp | Gruppespil: 200 pr. vundet kamp | Gruppespil: 200 pr. vundet kamp | Gruppespil: 200 pr. vundet kamp | Gruppespil: 200 pr. vundet kamp |                         |
| ATP Masters 1000 | 9           | 24-32           | 1000                    | 600                     | 360                     | 180                             | 90                              | 0                               | -                               | -                               | -                               | -                               |                         |
| ATP 500 | 13          | 16              | 500                     | 300                     | 180                     | 90                              | 0                               | -                               | -                               | 45                              | 20                              | 0                               |                         |
| ATP 250 | 37          | 16              | 250                     | 150                     | 90                      | 45                              | 0                               | -                               | -                               | -                               | -                               | -                               |                         |
| United Cup | 1           |                 | Maks. ??????????        | Maks. ??????????        | Maks. ??????????        | Maks. ??????????                | Maks. ??????????                | Maks. ??????????                | Maks. ??????????                | Maks. ??????????                | Maks. ??????????                | Maks. ??????????                |                         |
| Note * Grand slam-turneringerne er ikke en del af ATP Tour, men de er en del af tourens kalender og giver point til ATP's verdensrangliste. |             |                 |                         |                         |                         |                                 |                                 |                                 |                                 |                                 |                                 |                                 |                         |

## Kalender
| Uge | Startdato     | Værtsby                 | Turnering                                              | Kategori            | Underlag      | Deltagere             | Præmiesum     | TFC          |
| --- | ------------- | ----------------------- | ------------------------------------------------------ | ------------------- | ------------- | --------------------- | ------------- | ------------ |
| 1 | 29. december  | Brisbane, Perth, Sydney | United Cup                                             | United Cup          | Hardcourt     | 18 hold               | $ 15.000.000  | $ 15.000.000 |
| 1 | 2. januar     | Pune                    | Tata Open Maharashtra                                  | ATP 250             | Hardcourt     | 28S / 16Q / 16D       | $ 642.735     | $ 713.495    |
| 1 | 2. januar     | Adelaide                | Adelaide International 1                               | ATP 250             | Hardcourt     | 32S / 16Q / 24D       | $ 642.735     | $ 642.735    |
| 2 | 9. januar     | Auckland                | ASB Classic                                            | ATP 250             | Hardcourt     | 28S / 16Q / 16D       | $ 642.735     | $ 713.495    |
| 2 | 9. januar     | Adelaide                | Adelaide International 2                               | ATP 250             | Hardcourt     | 28S / 16Q / 24D       | $ 642.735     | $ 642.735    |
| 3-4 | 16. januar    | Melbourne               | Australian Open                                        | Grand slam *        | Hardcourt     | 128S / 128Q / 64D     | A$ 34.822.400 | -            |
| 5 |               | Tolv byer               | Davis Cup-kvalifikation **                             | Davis Cup           |               | 24 hold               |               |              |
| 6 | 6. februar    | Dallas                  | Dallas Open                                            | ATP 250             | Hardcourt (i) | 28S / 16Q / 16D       | $ 737.170     | $ 822.175    |
| 6 | 6. februar    | Córdoba                 | Córdoba Open                                           | ATP 250             | Grus          | 28S / 16Q / 16D       | $ 642.735     | $ 713.495    |
| 6 | 6. februar    | Montpellier             | Open Sud de France-Montpellier                         | ATP 250             | Hardcourt (i) | 28S / 16Q / 16D       | € 562.815     | € 630.705    |
| 7 | 13. februar   | Rotterdam               | ABN AMRO Open                                          | ATP 500             | Hardcourt (i) | 32S / 16Q / 16D / 4DQ | € 2.074.505   | € 2.224.460  |
| 7 | 13. februar   | Delray Beach            | Delray Beach Open                                      | ATP 250             | Hardcourt     | 28S / 16Q / 16D       | $ 642.735     | $ 718.245    |
| 7 | 13. februar   | Buenos Aires            | Argentina Open                                         | ATP 250             | Grus          | 28S / 16Q / 16D       | $ 626.595     | $ 711.600    |
| 8 | 20. februar   | Rio de Janeiro          | Rio Open presented by Claro                            | ATP 500             | Grus          | 32S / 16Q / 16D / 4DQ | $ 2.013.940   | $ 2.178.980  |
| 8 | 20. februar   | Doha                    | Qatar ExxonMobil Open                                  | ATP 250             | Hardcourt     | 28S / 16Q / 16D       | $ 1.377.025   | $ 1.485.775  |
| 8 | 20. februar   | Marseille               | Open 13 Provence                                       | ATP 250             | Hardcourt (i) | 28S / 16Q / 16D       | € 707.510     | € 784.830    |
| 9 | 22. februar   | Dubai                   | Dubai Duty Free Tennis Championships                   | ATP 500             | Hardcourt     | 32S / 16Q / 16D / 4DQ | $ 2.855.495   | $ 3.020.535  |
| 9 | 22. februar   | Acapulco                | Abierto Mexicano Telcel presentado por HSBC            | ATP 500             | Hardcourt     | 32S / 16Q / 16D / 4DQ | $ 2.013.940   | $ 2.178.980  |
| 9 | 22. februar   | Santiago                | Movistar Chile Open                                    | ATP 250             | Grus          | 28S / 16Q / 16D       | $ 642.735     | $ 718.245    |
| 10-11 | 8. marts      | Indian Wells            | BNP Paribas Open                                       | ATP Masters 1000    | Hardcourt     | 96S / 48Q / 32D       | $ 8.800.000   | $ 10.143.750 |
| 12-13 | 22. marts     | Miami                   | Miami Open presented by Itaú                           | ATP Masters 1000    | Hardcourt     | 96S / 48Q / 32D       | $ 8.800.000   | $ 10.155.105 |
| 14 | 3. april      | Houston                 | Fayez Sarofim & Co. U.S. Men's Clay Court Championship | ATP 250             | Grus          | 28S / 16Q / 16D       | $ 642.735     | $ 718.245    |
| 14 | 3. april      | Marrakech               | Grand Prix Hassan II                                   | ATP 250             | Grus          | 28S / 16Q / 16D       | € 562.815     | € 630.705    |
| 14 | 3. april      | Estoril                 | Millennium Estoril Open                                | ATP 250             | Grus          | 28S / 16Q / 16D       | € 562.815     | € 630.705    |
| 15 | 9. april      | Monte-Carlo             | Rolex Monte-Carlo Masters                              | ATP Masters 1000    | Grus          | 56S / 28Q / 28D       | € 5.779.335   | € 6.228.295  |
| 16 | 17. april     | Barcelona               | Barcelona Open Banc Sabadell                           | ATP 500             | Grus          | 48S / 24Q / 16D / 4DQ | € 2.722.480   | € 2.872.435  |
| 16 | 17. april     | Banja Luka              | Srpska Open                                            | ATP 250             | Grus          | 28S / 16Q / 16D       | € 562.815     | € 630.705    |
| 16 | 17. april     | München                 | BMW Open by American Express                           | ATP 250             | Grus          | 28S / 16Q / 16D       | € 562.815     | € 630.705    |
| 17-18 | 26. april     | Madrid                  | Mutua Madrid Open                                      | ATP Masters 1000    | Grus          | 96S / 28Q / 32D       | € 7.705.780   | € 8.796.536  |
| 19-20 | 10. maj       | Rom                     | Internazionali BNL d'Italia                            | ATP Masters 1000    | Grus          | 96S / 28Q / 32D       | € 7.705.780   | € 8.637.966  |
| 21 | 21. maj       | Lyon                    | Open Parc Auvergne-Rhône-Alpes Lyon                    | ATP 250             | Grus          | 28S / 16Q / 16D       | € 562.815     | € 630.705    |
| 21 | 21. maj       | Genève                  | Gonet Geneva Open                                      | ATP 250             | Grus          | 28S / 16Q / 16D       | € 562.815     | € 630.705    |
| 22-23 | 28. maj       | Paris                   | Roland-Garros                                          | Grand slam *        | Grus          | 128S / 128Q / 64D     | € 23.115.000  | -            |
| 24 | 12. juni      | Stuttgart               | Boss Open                                              | ATP 250             | Græs          | 28S / 16Q / 16D       | € 718.410     | € 795.730    |
| 24 | 12. juni      | 's-Hertogenbosch        | Libema Open                                            | ATP 250             | Græs          | 28S / 16Q / 16D       | € 673.630     | € 750.950    |
| 25 | 19. juni      | Halle                   | Terra Wortmann Open                                    | ATP 500             | Græs          | 32S / 16Q / 16D / 4DQ | € 2.195.175   | € 2.345.130  |
| 25 | 19. juni      | London                  | Cinch Championships                                    | ATP 500             | Græs          | 32S / 16Q / 16D / 4DQ | € 2.195.175   | € 2.345.130  |
| 26 | 25. juni      | Mallorca                | Mallorca Championships                                 | ATP 250             | Græs          | 28S / 16Q / 16D       | € 915.630     | € 984.805    |
| 26 | 26. juni      | Eastbourne              | Rothesay International                                 | ATP 250             | Græs          | 28S / 16Q / 16D       | € 723.655     | € 791.545    |
| 27-28 | 27. juni      | London                  | Wimbledon-mesterskaberne                               | Grand slam *        | Græs          | 128S / 128Q / 64D     | £ 20.747.000  | -            |
| 29 | 17. juli      | Newport                 | Infosys Hall of Fame Open                              | ATP 250             | Græs          | 28S / 16Q / 16D       | $ 642.735     | $ 718.245    |
| 29 | 17. juli      | Gstaad                  | EFG Swiss Open Gstaad                                  | ATP 250             | Grus          | 28S / 16Q / 16D       | € 562.815     | € 630.705    |
| 29 | 17. juli      | Båstad                  | Nordea Open                                            | ATP 250             | Grus          | 28S / 16Q / 16D       | € 562.815     | € 630.705    |
| 30 | 24. juli      | Hamburg                 | Hamburg European Open                                  | ATP 500             | Grus          | 32S / 16Q / 16D / 4DQ | € 1.831.515   | € 1.981.470  |
| 30 | 24. juli      | Atlanta                 | Atlanta Open                                           | ATP 250             | Hardcourt     | 28S / 16Q / 16D       | $ 737.170     | $ 822.175    |
| 30 | 24. juli      | Umag                    | Plava Laguna Croatia Open Umag                         | ATP 250             | Grus          | 28S / 16Q / 16D       | € 562.815     | € 630.705    |
| 31 | 31. juli      | Washington DC           | Mubadala Citi DC Open                                  | ATP 500             | Hardcourt     | 48S / 24Q / 16D / 4DQ | $ 2.013.940   | $ 2.178.980  |
| 31 | 31. juli      | Los Cabos               | Mifel Tennis Open by Telcel Oppo                       | ATP 250             | Hardcourt     | 28S / 16Q / 16D       | $ 852.480     | $ 946.975    |
| 31 | 31. juli      | Kitzbühel               | Generali Open                                          | ATP 250             | Grus          | 28S / 16Q / 16D       | € 562.815     | € 630.705    |
| 32 | 7. august     | Toronto                 | National Bank Open presented by Rogers                 | ATP Masters 1000    | Hardcourt     | 56S / 28Q / 32D       | $ 6.600.000   | $ 7.622.925  |
| 33 | 13. august    | Cincinnati              | Western & Southern Open                                | ATP Masters 1000    | Hardcourt     | 56S / 28Q / 32D       | $ 6.600.000   | $ 7.665.215  |
| 34 | 20. august    | Winston-Salem           | Winston-Salem Open                                     | ATP 250             | Hardcourt     | 48S / 16Q / 16D       | $ 760.930     | $ 850.680    |
| 35-36 | 28. august    | New York City           | US Open                                                | Grand slam *        | Hardcourt     | 128S / 128Q / 64D     | $ 29.148.800  | -            |
| 37 | 12. september | Fire byer               | Davis Cup-gruppespil **                                | Davis Cup           |               | 16 hold               |               |              |
| 38 | 20. september | Chengdu                 | Chengdu Open                                           | ATP 250             | Hardcourt     | 28S / 16Q / 16D       | $ 1.152.805   | $ 1.261.555  |
| 38 | 20. september | Zhuhai                  | Huafa Properties Zhuhai Championships                  | ATP 250             | Hardcourt     | 28S / 16Q / 16D       | $ 981.785     | $ 1.057.295  |
| 38 | 22. september | Vancouver               | Laver Cup                                              | Laver Cup           | Hardcourt (i) | 2 hold                | -             | -            |
| 39 | 27. september | Astana                  | Astana Open                                            | ATP 250             | Hardcourt (i) | 28S / 16Q / 16D       | $ 1.017.850   | $ 1.093.360  |
| 39 | 28. september | Beijing                 | China Open                                             | ATP 500             | Hardcourt     | 32S / 16Q / 16D / 4DQ | $ 3.633.875   | $ 3.798.915  |
| 40-41 | 4. oktober    | Shanghai                | Rolex Shanghai Masters                                 | ATP Masters 1000    | Hardcourt     | 96S / 28Q / 32D       | $ 8.800.000   | $ 10.046.270 |
| 42 | 16. oktober   | Tokyo                   | Kinoshita Group Japan Open Tennis Championships        | ATP 500             | Hardcourt     | 32S / 16Q / 16D / 4DQ | $ 2.013.940   | $ 2.178.980  |
| 42 | 16. oktober   | Antwerpen               | European Open                                          | ATP 250             | Hardcourt (i) | 28S / 16Q / 16D       | € 673.630     | € 750.950    |
| 42 | 16. oktober   | Stockholm               | BNP Paribas Nordic Open                                | ATP 250             | Hardcourt (i) | 28S / 16Q / 16D       | € 673.630     | € 750.950    |
| 43 | 23. oktober   | Wien                    | Erste Bank Open                                        | ATP 500             | Hardcourt (i) | 32S / 16Q / 16D / 4DQ | € 2.409.835   | € 2.559.790  |
| 43 | 23. oktober   | Basel                   | Swiss Indoors Basel                                    | ATP 500             | Hardcourt (i) | 32S / 16Q / 16D / 4DQ | € 2.196.000   | € 2.345.955  |
| 44 | 30. oktober   | Paris                   | Rolex Paris Masters                                    | ATP Masters 1000    | Hardcourt (i) | 48S / 24Q / 24D       | € 5.779.335   | € 6.748.815  |
| 45 | 5. november   | Metz                    | Moselle Open                                           | ATP 250             | Hardcourt (i) | 28S / 16Q / 16D       | € 562.815     | € 630.705    |
| 45 | 5. november   | Sofia                   | Sofia Open                                             | ATP 250             | Hardcourt (i) | 28S / 16Q / 16D       | € 562.815     | € 630.705    |
| 46 | 12. november  | Torino                  | Nitto ATP Finals                                       | ATP Finals          | Hardcourt (i) | 8S / 8D               | $ 15.000.000  | $ 15.000.000 |
| 47 | 21. november  | Malaga                  | Davis Cup-slutrunde **                                 | Davis Cup           | Hardcourt (i) | 8 hold                |               |              |
| 48 | 28. november  | Jeddah                  | Next Gen ATP Finals presented by NEOM                  | Next Gen ATP Finals | Hardcourt (i) | 8S                    | $ 2.000.000   | $ 2.000.000  |
| Noter * Grand slam-turneringerne er ikke en del af ATP Tour, men de er en del af tourens kalender og giver point til ATP's verdensrangliste. ** Davis Cup er ikke en del af ATP Tour, men turneringerne er en del af tourens kalender. (i) Indendørs |               |                         |                                                        |                     |               |                       |               |              |

## Finaler

### Single
| Uge | Værtsby                  | Turnering                                              | Vinder                   | Finalist                 | Finaleres.                    | 1.-præmie                | 2.-præmie                |
| Grand slam-turneringer * | Grand slam-turneringer * | Grand slam-turneringer *                               | Grand slam-turneringer * | Grand slam-turneringer * | Grand slam-turneringer *      | Grand slam-turneringer * | Grand slam-turneringer * |
| --- | ------------------------ | ------------------------------------------------------ | ------------------------ | ------------------------ | ----------------------------- | ------------------------ | ------------------------ |
| 3-4 | Melbourne                | Australian Open                                        | Novak Djokovic           | Stefanos Tsitsipas       | 6–4, 7–6(4), 7–6(5)           | A$ 2.975.000             | A$ 1.625.000             |
| 21-22 | Paris                    | Roland-Garros                                          | Novak Djokovic           | Casper Ruud              | 7–6(1), 6–3, 7–5              | € 2.300.000              | € 1.150.000              |
| 26-27 | London                   | Wimbledon-mesterskaberne                               | Carlos Alcaraz           | Novak Djokovic           | 1–6, 7–6(6), 6–1, 3–6, 6–4    | £ 2.350.000              | £ 1.175.000              |
| 35-36 | New York City            | US Open                                                | Novak Djokovic           | Daniil Medvedev          | 6–3, 7–6(5), 6–3              | $ 3.000.000              | $ 1.500.000              |
| Sæsonafsluttende turneringer |                          |                                                        |                          |                          |                               |                          |                          |
| 46 | Torino                   | Nitto ATP Finals                                       | Novak Djokovic           | Jannik Sinner            | 6–3, 6–3                      | $ 4.411.500              | $ 2.600.500              |
| 46 | Jeddah                   | Next Gen ATP Finals presented by NEOM                  | Hamad Medjedovic         | Arthur Fils              | 3–4(6), 4–1, 4–2, 3–4(9), 4–1 | $ 514.000                | $ 361.000                |
| ATP Masters 1000 |                          |                                                        |                          |                          |                               |                          |                          |
| 10-11 | Indian Wells             | BNP Paribas Open                                       | Carlos Alcaraz           | Daniil Medvedev          | 6–3, 6–2                      | $ 1.262.220              | $ 662.360                |
| 12-13 | Miami                    | Miami Open presented by Itaú                           | Daniil Medvedev          | Jannik Sinner            | 7–5, 6–3                      | $ 1.262.220              | $ 662.360                |
| 15 | Monte-Carlo              | Rolex Monte-Carlo Masters                              | Andrej Rubljov           | Holger Rune              | 5–7, 6–2, 7–5                 | € 892.590                | € 487.420                |
| 17-18 | Madrid                   | Mutua Madrid Open                                      | Carlos Alcaraz           | Jan-Lennard Struff       | 6–4, 3–6, 6–3                 | € 1.105.265              | € 580.000                |
| 19-20 | Rom                      | Internazionali BNL d'Italia                            | Daniil Medvedev          | Holger Rune              | 7–5, 7–5                      | € 1.105.265              | € 580.000                |
| 32 | Toronto                  | National Bank Open presented by Rogers                 | Jannik Sinner            | Alex de Minaur           | 6–4, 6–1                      | $ 1.019.335              | $ 556.630                |
| 33 | Cincinnati               | Western & Southern Open                                | Novak Djokovic           | Carlos Alcaraz           | 5–7, 7–6(7), 7–6(4)           | $ 1.019.335              | $ 556.630                |
| 41 | Shanghai                 | Rolex Shanghai Masters                                 | Hubert Hurkacz           | Andrej Rubljov           | 6–3, 3–6, 7–6(8)              | $ 1.262.220              | $ 662.630                |
| 44 | Paris                    | Rolex Paris Masters                                    | Novak Djokovic           | Grigor Dimitrov          | 6–4, 6–3                      | € 892.590                | € 487.420                |
| ATP 500 |                          |                                                        |                          |                          |                               |                          |                          |
| 6 | Rotterdam                | ABN AMRO Open                                          | Daniil Medvedev          | Jannik Sinner            | 5–7, 6–2, 6–2                 | € 387.940                | € 208.730                |
| 7 | Rio de Janeiro           | Rio Open presented by Claro                            | Cameron Norrie           | Carlos Alcaraz           | 5–7, 6–4, 7–5                 | $ 376.620                | $ 202.640                |
| 8 | Dubai                    | Dubai Duty Free Tennis Championships                   | Daniil Medvedev          | Andrej Rubljov           | 6–2, 6–2                      | $ 533.990                | $ 287.320                |
| 8 | Acapulco                 | Abierto Mexicano Telcel presentado por HSBC            | Alex de Minaur           | Tommy Paul               | 3–6, 6–4, 6–1                 | $ 376.620                | $ 202.640                |
| 16 | Barcelona                | Barcelona Open Banc Sabadell                           | Carlos Alcaraz           | Stefanos Tsitsipas       | 6–3, 6–4                      | € 477.795                | € 254.825                |
| 24 | Halle                    | Terra Wortmann Open                                    | Aleksandr Bublik         | Andrej Rubljov           | 6–3, 3–6, 6–3                 | € 477.795                | € 220.880                |
| 24 | London                   | Cinch Championships                                    | Carlos Alcaraz           | Alex de Minaur           | 6–4, 6–4                      | € 477.795                | € 220.880                |
| 29 | Hamburg                  | Hamburg European Open                                  | Alexander Zverev         | Laslo Djere              | 7–5, 6–3                      | € 342.500                | € 184.285                |
| 31 | Washington D.C.          | Mubadala Citi DC Open                                  | Daniel Evans             | Tallon Griekspoor        | 7–5, 6–3                      | $ 353.445                | $ 188.505                |
| 40 | Beijing                  | China Open                                             | Jannik Sinner            | Daniil Medvedev          | 7–6(2), 7–6(2)                | $ 679.550                | $ 365.640                |
| 42 | Tokyo                    | Kinoshita Group Japan Open Tennis Championships        | Ben Shelton              | Aslan Karatsev           | 7–5, 6–1                      | $ 347.390                | $ 186.920                |
| 43 | Wien                     | Erste Bank Open                                        | Jannik Sinner            | Daniil Medvedev          | 7–6(7), 4–6, 6–3              | € 450.650                | € 242.480                |
| 43 | Basel                    | Swiss Indoors Basel                                    | Félix Auger-Aliassime    | Hubert Hurkacz           | 7–6(3), 7–6(5)                | € 410.660                | € 220.950                |
| ATP 250 |                          |                                                        |                          |                          |                               |                          |                          |
| 1 | Adelaide                 | Adelaide International 1                               | Novak Djokovic           | Sebastian Korda          | 6–7(8), 7–6(3), 6–4           | $ 94.560                 | $ 55.035                 |
| 1 | Pune                     | Tata Open Maharashtra                                  | Tallon Griekspoor        | Benjamin Bonzi           | 4–6, 7–5, 6–3                 | $ 97.760                 | $ 57.025                 |
| 2 | Auckland                 | ASB Classic                                            | Richard Gasquet          | Cameron Norrie           | 4–6, 6–4, 6–4                 | $ 97.760                 | $ 57.025                 |
| 2 | Adelaide                 | Adelaide International 2                               | Kwon Soon-Woo            | Roberto Bautista Agut    | 6–4, 3–6, 7–6(4)              | $ 97.760                 | $ 57.025                 |
| 6 | Dallas                   | Dallas Open                                            | Wu Yibing                | John Isner               | 6–7(4), 7–6(3), 7–6(12)       | $ 112.125                | $ 65.405                 |
| 6 | Córdoba                  | Córdoba Open                                           | Sebastián Báez           | Federico Coria           | 6–1, 3–6, 6–3                 | $ 97.760                 | $ 57.025                 |
| 6 | Montpellier              | Open Sud de France                                     | Jannik Sinner            | Maxime Cressy            | 7–6(3), 6–3                   | € 85.605                 | € 49.940                 |
| 7 | Buenos Aires             | Argentina Open                                         | Carlos Alcaraz           | Cameron Norrie           | 6–3, 7–5                      | $ 95.305                 | $ 55.595                 |
| 7 | Delray Beach             | Delray Beach Open                                      | Taylor Fritz             | Miomir Kecmanović        | 6–0, 5–7, 6–2                 | $ 97.760                 | $ 57.025                 |
| 8 | Doha                     | Qatar Exxonmobil Open                                  | Daniil Medvedev          | Andy Murray              | 6–4, 6–4                      | $ 209.445                | $ 122.175                |
| 8 | Marseille                | Open 13 Provence                                       | Hubert Hurkacz           | Benjamin Bonzi           | 6–3, 7–6(4)                   | € 107.610                | € 62.770                 |
| 9 | Santiago                 | Movistar Chile Open                                    | Nicolás Jarry            | Tomás Martín Etcheverry  | 6–7(5), 7–6(5), 6–2           | $ 97.760                 | $ 57.025                 |
| 14 | Houston                  | Fayez Sarofim & Co. U.S. Men's Clay Court Championship | Frances Tiafoe           | Tomás Martín Etcheverry  | 7–6(1), 7–6(6)                | $ 97.760                 | $ 57.025                 |
| 14 | Marrakesh                | Grand Prix Hassan II                                   | Roberto Carballés Baena  | Alexandre Müller         | 4–6, 7–6(3), 6–2              | € 85.605                 | € 49.940                 |
| 14 | Estoril                  | Millennium Estoril Open                                | Casper Ruud              | Miomir Kecmanović        | 6–2, 7–6(3)                   | € 85.605                 | € 49.940                 |
| 16 | München                  | BMW Open                                               | Holger Rune              | Botic van de Zandschulp  | 6–4, 1–6, 7–6(3)              | € 85.605                 | € 49.940                 |
| 16 | Banja Luka               | Srpska Open                                            | Dušan Lajović            | Andrej Rubljov           | 6–3, 4–6, 6–4                 | € 85.605                 | € 49.940                 |
| 21 | Genève                   | Gonet Geneva Open                                      | Nicolás Jarry            | Grigor Dimitrov          | 7–6(1), 6–1                   | € 85.605                 | € 49.940                 |
| 21 | Lyon                     | Open Parc Auvergne-Rhône-Alpes Lyon                    | Arthur Fils              | Francisco Cerúndolo      | 6–3, 7–5                      | € 85.605                 | € 49.940                 |
| 24 | Stuttgart                | BOSS Open                                              | Frances Tiafoe           | Jan-Lennard Struff       | 4–6, 7–6(1), 7–6(8)           | € 109.270                | € 63.740                 |
| 24 | 's-Hertogenbosch         | Libema Open                                            | Tallon Griekspoor        | Jordan Thompson          | 6–7(4), 7–6(3), 6–3           | € 102.460                | € 59.760                 |
| 26 | Mallorca                 | Mallorca Championships                                 | Christopher Eubanks      | Adrian Mannarino         | 6–1, 6–4                      | € 139.270                | € 81.240                 |
| 26 | Eastbourne               | Rothesay International                                 | Francisco Cerúndolo      | Tommy Paul               | 6–4, 1–6, 6–4                 | € 110.070                | € 64.205                 |
| 29 | Newport                  | Infosys Hall of Fame Open                              | Adrian Mannarino         | Alex Michelsen           | 6–2, 6–4                      | $ 97.760                 | $ 57.025                 |
| 29 | Gstaad                   | EFG Swiss Open Gstaad                                  | Pedro Cachín             | Albert Ramos-Viñolas     | 3–6, 6–0, 7–5                 | € 85.605                 | € 49.940                 |
| 29 | Båstad                   | Nordea Open                                            | Andrej Rubljov           | Casper Ruud              | 7–6(3), 6–0                   | € 85.605                 | € 49.940                 |
| 30 | Atlanta                  | Atlanta Open                                           | Taylor Fritz             | Aleksandar Vukic         | 7–5, 6–7(5), 6–4              | $ 112.125                | $ 65.405                 |
| 30 | Umag                     | Plava Laguna Croatia Open Umag                         | Alexei Popyrin           | Stan Wawrinka            | 6–7(5), 6–3, 6–4              | € 85.605                 | € 49.940                 |
| 31 | Los Cabos                | Mifel Tennis Open by Telcel Oppo                       | Stefanos Tsitsipas       | Alex de Minaur           | 6–3, 6–4                      | $ 129.660                | $ 75.630                 |
| 31 | Kitzbühel                | Generali Open                                          | Sebastián Báez           | Dominic Thiem            | 6–3, 6–1                      | € 85.605                 | € 49.940                 |
| 34 | Winston-Salem            | Winston-Salem Open                                     | Sebastián Báez           | Jiří Lehečka             | 6–4, 6–3                      | $ 104.460                | $ 59.945                 |
| 38 | Chengdu                  | Chengdu Open                                           | Alexander Zverev         | Roman Safiullin          | 6–7(2), 7–6(5), 6–3           | $ 175.340                | $ 102.285                |
| 38 | Zhuhai                   | Huafa Properties Zhuhai Championships                  | Karen Khatjanov          | Yoshihito Nishioka       | 7–6(2), 6–1                   | $ 149.330                | $ 87.110                 |
| 39 | Astana                   | Astana Open                                            | Adrian Mannarino         | Sebastian Korda          | 4–6, 6–3, 6–2                 | $ 154.815                | $ 90.310                 |
| 42 | Antwerpen                | European Open                                          | Aleksandr Bublik         | Arthur Fils              | 6–4, 6–4                      | € 102.460                | € 59.760                 |
| 42 | Stockholm                | BNP Paribas Nordic Open                                | Gaël Monfils             | Pavel Kotov              | 4–6, 7–6(6), 6–3              | € 102.460                | € 59.760                 |
| 45 | Metz                     | Moselle Open                                           | Ugo Humbert              | Aleksandr Sjevtjenko     | 6–3, 6–3                      | € 85.605                 | € 49.940                 |
| 45 | Sofia                    | Sofia Open                                             | Adrian Mannarino         | Jack Draper              | 7–6(6), 2–6, 6–3              | € 85.605                 | € 49.940                 |
| Noter * Grand slam-turneringerne er ikke en del af ATP Tour, men de er en del af tourens kalender og giver point til ATP's verdensrangliste. |                          |                                                        |                          |                          |                               |                          |                          |

### Double
| Uge | Værtsby                  | Turnering                                              | Vinder                                   | Finalist                                   | Finaleres.               | 1.-præmie                | 2.-præmie                |
| Grand slam-turneringer * | Grand slam-turneringer * | Grand slam-turneringer *                               | Grand slam-turneringer *                 | Grand slam-turneringer *                   | Grand slam-turneringer * | Grand slam-turneringer * | Grand slam-turneringer * |
| --- | ------------------------ | ------------------------------------------------------ | ---------------------------------------- | ------------------------------------------ | ------------------------ | ------------------------ | ------------------------ |
| 3-4 | Melbourne                | Australian Open                                        | Rinky Hijikata Jason Kubler              | Hugo Nys Jan Zieliński                     | 6–4, 7–6(4)              | A$ 695.000               | A$ 370.000               |
| 21-22 | Paris                    | Roland-Garros                                          | Ivan Dodig Austin Krajicek               | Sander Gillé Joran Vliegen                 | 6–3, 6–1                 | € 590.000                | € 295.000                |
| 26-27 | London                   | Wimbledon-mesterskaberne                               | Wesley Koolhof Neal Skupski              | Marcel Granollers Horacio Zeballos         | 6–4, 6–4                 | £ 600.000                | £ 300.000                |
| 35-36 | New York City            | US Open                                                | Rajeev Ram Joe Salisbury                 | Rohan Bopanna Matthew Ebden                | 2–6, 6–3, 6–4            | $ 700.000                | $ 350.000                |
| Sæsonafsluttende turneringer |                          |                                                        |                                          |                                            |                          |                          |                          |
| 46 | Torino                   | Nitto ATP Finals                                       | Rajeev Ram Joe Salisbury                 | Marcel Granollers Horacio Zeballos         | 6–3, 6–4                 | $ 943.650                | $ 592.650                |
| ATP Masters 1000 |                          |                                                        |                                          |                                            |                          |                          |                          |
| 10-11 | Indian Wells             | BNP Paribas Open                                       | Rohan Bopanna Matthew Ebden              | Wesley Koolhof Neal Skupski                | 6–3, 2–6, [10–8]         | $ 436.730                | $ 231.660                |
| 12-13 | Miami                    | Miami Open presented by Itaú                           | Santiago González Édouard Roger-Vasselin | Austin Krajicek Nicolas Mahut              | 7–6(4), 7–5              | $ 436.730                | $ 231.660                |
| 15 | Monte-Carlo              | Rolex Monte-Carlo Masters                              | Ivan Dodig Austin Krajicek               | Romain Arneodo Sam Weissborn               | 6–0, 4–6, [14–12]        | € 282.870                | € 152.140                |
| 17-18 | Madrid                   | Mutua Madrid Open                                      | Andrej Rubljov Karen Khatjanov           | Rohan Bopanna Matthew Ebden                | 6–3, 3–6, [10–3]         | € 382.420                | € 202.850                |
| 19-20 | Rom                      | Internazionali BNL d'Italia                            | Hugo Nys Jan Zieliński                   | Robin Haase Botic van de Zandschulp        | 7–5, 6–1                 | € 382.420                | € 202.850                |
| 32 | Toronto                  | National Bank Open presented by Rogers                 | Marcelo Arévalo Jean-Julien Rojer        | Rajeev Ram Joe Salisbury                   | 6–3, 6–1                 | $ 312.740                | $ 169.880                |
| 33 | Cincinnati               | Western & Southern Open                                | Máximo González Andrés Molteni           | Jamie Murray Michael Venus                 | 3–6, 6–1, [11–9]         | $ 312.740                | $ 169.880                |
| 41 | Shanghai                 | Rolex Shanghai Masters                                 | Marcel Granollers Horacio Zeballos       | Rohan Bopanna Matthew Ebden                | 5–7, 6–2, [10–7]         | $ 436.730                | $ 231.660                |
| 44 | Paris                    | Rolex Paris Masters                                    | Santiago González Édouard Roger-Vasselin | Rohan Bopanna Matthew Ebden                | 6–2, 5–7, [10–7]         | € 273.850                | € 148.760                |
| ATP 500 |                          |                                                        |                                          |                                            |                          |                          |                          |
| 6 | Rotterdam                | ABN AMRO Open                                          | Ivan Dodig Austin Krajicek               | Rohan Bopanna Matthew Ebden                | 7–6(5), 2–6, [12–10]     | € 127.440                | € 67.960                 |
| 7 | Rio de Janeiro           | Rio Open presented by Claro                            | Máximo González Andrés Molteni           | Juan Sebastián Cabal Marcelo Melo          | 6–1, 7–6(3)              | $ 123.710                | $ 65.980                 |
| 8 | Dubai                    | Dubai Duty Free Tennis Championships                   | Maxime Cressy Fabrice Martin             | Lloyd Glasspool Harri Heliövaara           | 7–6(2), 6–4              | $ 175.400                | $ 93.550                 |
| 8 | Acapulco                 | Abierto Mexicano Telcel presentado por HSBC            | Alexander Erler Lucas Miedler            | Nathaniel Lammons Jackson Withrow          | 7–6(9), 7–6(3)           | $ 123.710                | $ 65.980                 |
| 16 | Barcelona                | Barcelona Open Banc Sabadell                           | Máximo González Andrés Molteni           | Wesley Koolhof Neal Skupski                | 6–3, 6–7(8), [10–4]      | € 167.240                | € 89.190                 |
| 24 | Halle                    | Terra Wortmann Open                                    | Marcelo Melo John Peers                  | Simone Bolelli Andrea Vavassori            | 7–6(3), 3–6, [10–6]      | € 134.840                | € 71.910                 |
| 24 | London                   | Cinch Championships                                    | Ivan Dodig Austin Krajicek               | Taylor Fritz Jiří Lehečka                  | 6–4, 6–7(5), [10–3]      | € 134.840                | € 71.910                 |
| 29 | Hamburg                  | Hamburg European Open                                  | Kevin Krawietz Tim Pütz                  | Sander Gillé Joran Vliegen                 | 7–6(4), 6–3              | € 112.500                | € 59.990                 |
| 31 | Washington D.C.          | Mubadala Citi DC Open                                  | Máximo González Andrés Molteni           | Mackenzie McDonald Ben Shelton             | 6–7(4), 6–2, [10–6]      | $ 123.770                | $ 65.980                 |
| 40 | Beijing                  | China Open                                             | Ivan Dodig Austin Krajicek               | Wesley Koolhof Neal Skupski                | 6–7(12), 6–3, [10–5]     | $ 223.210                | $ 119.050                |
| 42 | Tokyo                    | Kinoshita Group Japan Open Tennis Championships        | Rinky Hijikata Max Purcell               | Jamie Murray Michael Venus                 | 6–4, 6–1                 | $ 114.100                | $ 60.860                 |
| 43 | Wien                     | Erste Bank Open                                        | Rajeev Ram Joe Salisbury                 | Nathaniel Lammons Jackson Withrow          | 6–4, 5–7, [12–10]        | € 148.020                | € 78.950                 |
| 43 | Basel                    | Swiss Indoors Basel                                    | Santiago González Édouard Roger-Vasselin | Hugo Nys Jan Zieliński                     | 6–7(8), 7–6(3), [10–1]   | € 134.890                | € 71.940                 |
| ATP 250 |                          |                                                        |                                          |                                            |                          |                          |                          |
| 1 | Adelaide                 | Adelaide International 1                               | Lloyd Glasspool Harri Heliövaara         | Jamie Murray Michael Venus                 | 6–3, 7–6(3)              | $ 33.580                 | $ 17.550                 |
| 1 | Pune                     | Tata Open Maharashtra                                  | Sander Gillé Joran Vliegen               | Sriram Balaji Jeevan Nedunchezhiyan        | 6–4, 6–4                 | $ 33.960                 | $ 18.170                 |
| 2 | Auckland                 | ASB Classic                                            | Nikola Mektić Mate Pavić                 | Nathaniel Lammons Jackson Withrow          | 6–4, 6–7(5), [10–6]      | $ 33.960                 | $ 18.170                 |
| 2 | Adelaide                 | Adelaide International 2                               | Marcelo Arévalo Jean-Julien Rojer        | Ivan Dodig Austin Krajicek                 | w.o.                     | $ 33.580                 | $ 17.550                 |
| 6 | Dallas                   | Dallas Open                                            | Jamie Murray Michael Venus               | Nathaniel Lammons Jackson Withrow          | 1–6, 7–6(4), [10–7]      | $ 38.960                 | $ 20.850                 |
| 6 | Córdoba                  | Córdoba Open                                           | Máximo González Andrés Molteni           | Sadio Doumbia Fabien Reboul                | 6–4, 6–4                 | $ 33.960                 | $ 18.170                 |
| 6 | Montpellier              | Open Sud de France                                     | Robin Haase Matwé Middelkoop             | Maxime Cressy Albano Olivetti              | 7–6(4), 4–6, [10–6]      | € 29.740                 | € 15.910                 |
| 7 | Buenos Aires             | Argentina Open                                         | Simone Bolelli Fabio Fognini             | Nicolás Barrientos Ariel Behar             | 6–2, 6–4                 | $ 33.110                 | $ 17.720                 |
| 7 | Delray Beach             | Delray Beach Open                                      | Marcelo Arévalo Jean-Julien Rojer        | Rinky Hijikata Reese Stalder               | 6–3, 6–4                 | $ 33.960                 | $ 18.170                 |
| 8 | Doha                     | Qatar Exxonmobil Open                                  | Rohan Bopanna Matthew Ebden              | Constant Lestienne Botic van de Zandschulp | 6–7(5), 6–4, [10–6]      | $ 72.780                 | $ 38.940                 |
| 8 | Marseille                | Open 13 Provence                                       | Santiago González Édouard Roger-Vasselin | Nicolas Mahut Fabrice Martin               | 4–6, 7–6(4), [10–7]      | € 37.390                 | € 20.000                 |
| 9 | Santiago                 | Movistar Chile Open                                    | Andrea Pellegrino Andrea Vavassori       | Thiago Seyboth Wild Matias Soto            | 6–4, 3–6, [12–10]        | $ 33.960                 | $ 18.170                 |
| 14 | Houston                  | Fayez Sarofim & Co. U.S. Men's Clay Court Championship | Max Purcell Jordan Thompson              | Julian Cash Henry Patten                   | 4–6, 6–4, [10–5]         | $ 33.960                 | $ 18.170                 |
| 14 | Marrakesh                | Grand Prix Hassan II                                   | Marcelo Demoliner Andrea Vavassori       | Alexander Erler Lucas Miedler              | 6–4, 3–6, [12–10]        | € 29.740                 | € 15.910                 |
| 14 | Estoril                  | Millennium Estoril Open                                | Sander Gillé Joran Vliegen               | Nikola Ćaćić Miomir Kecmanović             | 6–3, 6–4                 | € 29.740                 | € 15.910                 |
| 16 | München                  | BMW Open                                               | Alexander Erler Lucas Miedler            | Kevin Krawietz Tim Pütz                    | 6–3, 6–4                 | € 29.740                 | € 15.910                 |
| 16 | Banja Luka               | Srpska Open                                            | Jamie Murray Michael Venus               | Francisco Cabral Aleksandr Nedovjesov      | 7–5, 6–2                 | € 29.740                 | € 15.910                 |
| 21 | Genève                   | Gonet Geneva Open                                      | Jamie Murray Michael Venus               | Marcel Granollers Horacio Zeballos         | 7–6(6), 7–6(3)           | € 29.740                 | € 15.910                 |
| 21 | Lyon                     | Open Parc Auvergne-Rhône-Alpes Lyon                    | Rajeev Ram Joe Salisbury                 | Nicolas Mahut Matwé Middelkoop             | 6–0, 6–3                 | € 29.740                 | € 15.910                 |
| 24 | Stuttgart                | BOSS Open                                              | Nikola Mektić Mate Pavić                 | Kevin Krawietz Tim Pütz                    | 7–6(2), 6–3              | € 37.960                 | € 20.310                 |
| 24 | 's-Hertogenbosch         | Libema Open                                            | Wesley Koolhof Neal Skupski              | Gonzalo Escobar Aleksandr Nedovjesov       | 7–6(1), 6–2              | € 35.600                 | € 19.040                 |
| 26 | Mallorca                 | Mallorca Championships                                 | Yuki Bhambri Lloyd Harris                | Robin Haase Philipp Oswald                 | 6–3, 6–4                 | € 48.380                 | € 25.890                 |
| 26 | Eastbourne               | Rothesay International                                 | Nikola Mektić Mate Pavić                 | Ivan Dodig Austin Krajicek                 | 6–4, 6–2                 | € 38.250                 | € 20.460                 |
| 29 | Newport                  | Infosys Hall of Fame Open                              | Nathaniel Lammons Jackson Withrow        | William Blumberg Max Purcell               | 6–3, 5–7, [10–5]         | $ 33.960                 | $ 18.170                 |
| 29 | Gstaad                   | EFG Swiss Open Gstaad                                  | Dominic Stricker Stan Wawrinka           | Marcelo Demoliner Matwé Middelkoop         | 7–6(8), 6–2              | € 29.740                 | € 15.910                 |
| 29 | Båstad                   | Nordea Open                                            | Gonzalo Escobar Aleksandr Nedovjesov     | Francisco Cabral Rafael Matos              | 6–2, 6–2                 | € 29.740                 | € 15.910                 |
| 30 | Atlanta                  | Atlanta Open                                           | Nathaniel Lammons Jackson Withrow        | Max Purcell Jordan Thompson                | 7–6(3), 7–6(4)           | $ 38.960                 | $ 20.850                 |
| 30 | Umag                     | Plava Laguna Croatia Open Umag                         | Blaž Rola Nino Serdarušić                | Simone Bolelli Andrea Vavassori            | 4–6, 7–6(2), [15–13]     | € 29.740                 | € 15.910                 |
| 31 | Los Cabos                | Mifel Tennis Open by Telcel Oppo                       | Santiago González Édouard Roger-Vasselin | Andrew Harris Dominik Koepfer              | 6–4, 7–5                 | $ 45.050                 | $ 24.100                 |
| 31 | Kitzbühel                | Generali Open                                          | Alexander Erler Lucas Miedler            | Gonzalo Escobar Aleksandr Nedovjesov       | 6–4, 6–4                 | € 29.740                 | € 15.910                 |
| 34 | Winston-Salem            | Winston-Salem Open                                     | Nathaniel Lammons Jackson Withrow        | Lloyd Glasspool Neal Skupski               | 6–3, 6–4                 | $ 41.100                 | $ 21.520                 |
| 38 | Chengdu                  | Chengdu Open                                           | Sadio Doumbia Fabien Reboul              | Francisco Cabral Rafael Matos              | 4–6, 7–5, [10–7]         | $ 60.920                 | $ 32.600                 |
| 38 | Zhuhai                   | Huafa Properties Zhuhai Championships                  | Jamie Murray Michael Venus               | Nathaniel Lammons Jackson Withrow          | 6–4, 6–4                 | $ 51.880                 | $ 27.750                 |
| 39 | Astana                   | Astana Open                                            | Nathaniel Lammons Jackson Withrow        | Mate Pavić John Peers                      | 7–6(4), 7–6(7)           | $ 53.780                 | $ 28.780                 |
| 42 | Antwerpen                | European Open                                          | Petros Tsitsipas Stefanos Tsitsipas      | Ariel Behar Adam Pavlásek                  | 6–7(5), 6–4, [10–8]      | € 35.600                 | € 19.040                 |
| 42 | Stockholm                | BNP Paribas Nordic Open                                | Andrej Golubev Denys Moltjanov           | Yuki Bhambri Julian Cash                   | 7–6(8), 6–2              | € 35.600                 | € 19.040                 |
| 45 | Metz                     | Moselle Open                                           | Hugo Nys Jan Zieliński                   | Constantin Frantzen Hendrik Jebens         | 6–4, 6–4                 | € 29.740                 | € 15.910                 |
| 45 | Sofia                    | Sofia Open                                             | Gonzalo Escobar Aleksandr Nedovjesov     | Julian Cash Nikola Mektić                  | 6–3, 3–6, [13–11]        | € 29.740                 | € 15.910                 |
| Noter * Grand slam-turneringerne er ikke en del af ATP Tour, men de er en del af tourens kalender og giver point til ATP's verdensrangliste. |                          |                                                        |                                          |                                            |                          |                          |                          |

### Hold
| 1 | Brisbane, Perth, Sydney | United Cup | USA | Italien | 4–0 |

## Titler
Tekst mangler, hjælp os med at skrive teksten

## Priser
ATP Awards 2023 blev uddelt til følgende modtagere.
| Pris                               | Vinder                                                 | Ref.   |
| ---------------------------------- | ------------------------------------------------------ | ------ |
| ATP Nr. 1                          | Novak Djokovic                                         | [ 5 ]  |
| ATP Double Nr. 1                   | Ivan Dodig Austin Krajicek                             | [ 6 ]  |
| Årets comeback-spiller             | Jan-Lennard Struff                                     | [ 7 ]  |
| Årets mest forbedrede spiller      | Jannik Sinner                                          | [ 8 ]  |
| Årets "newcomer"                   | Arthur Fils                                            | [ 9 ]  |
| Stefan Edberg sportsmanship-pris   | Carlos Alcaraz                                         | [ 10 ] |
| Arthur Ashe humanitær pris         | Félix Auger-Aliassime                                  | [ 11 ] |
| Årets fanfavorit (single)          | Jannik Sinner                                          | [ 12 ] |
| Årets fanfavorit (double)          | Karen Khatjanov Andrej Rubljov                         | [ 13 ] |
| Årets træner                       | Darren Cahill Simone Vagnozzi (Jannik Sinners trænere) | [ 14 ] |
| Tim Gullikson trænerkarrierepris   | José Higueras                                          | [ 15 ] |
| Årets ATP Masters 1000-turnering   | BNP Paribas Open (Indian Wells)                        | [ 16 ] |
| Årets ATP 500-turnering            | Cicnch Championships (Queen's Club, London)            | [ 16 ] |
| Årets ATP 250-turnering            | Nordea Open (Båstad)                                   | [ 16 ] |
| Ron Bookman Media Excellence Award | L'Équipe                                               | [ 17 ] |

## Verdensranglisten
ATP's verdensrangliste pr. 20. november 2023 gjaldt som rangeringen ved sæsonens afslutning.

### Single
Novak Djokovic og Carlos Alcaraz kæmpede i løbet af sæsonen om førstepladsen på singleranglisten, men Djokovic toppede listen ved sæsonens afslutning for ottende gang i sin karriere, og han forbedrede dermed rekorden på syv førstepladser, som han selv var indehaver af. Og som 36-årig blev han den ældste spiller på ranglistens førsteplads ved sæsonens afslutning, siden den blev indført i 1973. I løbet af sæsonen rundede han endvidere 400 uger som nr. 1 på ranglisten.
Dette var 15. gang, at Novak Djokovic sluttede sæsonen i top 3 på ranglisten, hvilket tangerede Roger Federers rekord for flest sæsonafslutninger blandt de tre bedste på listen.
I løbet af sæsonen besatte to forskellige spillere førstepladsen på ranglisten. Novak Djokovic opnåede 28 uger som nr. 1, mens placeringen de resterende uger tilhørte Carlos Alcaraz. Topplaceringen skiftede mellem Djokovic og Alcaraz syv gange i løbet af sæsonen, hvilket var det tredjehøjeste antal skift på førstepladsen i løbet af en sæson, kun overgået af 1983 (10 gange) og 1999 (8 gange).
20-årige Carlos Alcaraz sluttede på 2.-pladsen – hans andet år i træk i top 2 – mens jævnaldrende Holger Rune endte sæsonen på 8.-pladsen, og det var første sæsonafslutning med to 20-årige (eller yngre) i top 10 på ranglisten, siden Marat Safin (nr. 2) og Lleyton Hewitt (nr. 7) i 2000. Medregnet 22-årige Jannik Sinner får man den første top 10 ved sæsonens afslutning med tre spillere på 22 år eller yngre, siden Novak Djokovic (nr. 3), Andy Murray (nr. 4) og Juan Martín del Potro (nr. 5) opnåede det samme i 2009.
Holger Rune var det eneste nye ansigt i top 10 ved sæsonens afslutning, og han blev den første danske spiller blandt de 10 bedste på ATP's verdensrangliste, og hans rangering toppede som nr. 4 i august 2023. Frances Tiafoe var den eneste spiller på touren, der i løbet af denne sæson opnåede sin første placering i top 10 i sin karriere, da han i juni avancerede til ranglistens 10.-plads.
| Plac.           | Spiller                     | Point  | Turneringer | Vundne turneringer                                                                 | Præmiepenge  |
| --------------- | --------------------------- | ------ | ----------- | ---------------------------------------------------------------------------------- | ------------ |
| 1.              | Novak Djokovic              | 11.245 | 18          | Australian Open, Roland-Garros, US Open, ATP Finals, Cincinnati, Paris, Adelaide 1 | $ 11.524.597 |
| 2.              | Carlos Alcaraz              | 8.855  | 18          | Wimbledon, Indian Wells, Madrid, Barcelona, Queen's, Buenos Aires                  | $ 9.647.931  |
| 3.              | Daniil Medvedev             | 7.600  | 22          | Miami, Rom, Rotterdam, Dubai, Doha                                                 | $ 8.134.179  |
| 4.              | Jannik Sinner               | 6.490  | 23          | Toronto, Beijing, Wien, Montpellier                                                | $ 5.697.879  |
| 5.              | Andrej Rubljov              | 4.805  | 25          | Monte-Carlo, Båstad                                                                | $ 4.795.071  |
| 6.              | Stefanos Tsitsipas          | 4.235  | 24          | Los Cabos                                                                          | $ 4.460.015  |
| 7.              | Alexander Zverev            | 3.985  | 27          | Hamborg, Chengdu                                                                   | $ 3.715.164  |
| 8.              | Holger Rune                 | 3.660  | 23          | München                                                                            | $ 3.425.919  |
| 9.              | Hubert Hurkacz              | 3.245  | 24          | Shanghai, Marseille                                                                | $ 3.652.676  |
| 10.             | Taylor Fritz                | 3.100  | 26          | Delray Beach, Atlanta                                                              | $ 3.380.455  |
| 11.             | Casper Ruud                 | 2.825  | 24          | Estoril                                                                            | $ 3.121.453  |
| 12.             | Alex de Minaur              | 2.740  | 25          | Acapulco                                                                           | $ 2.850.099  |
| 13.             | Tommy Paul                  | 2.665  | 26          |                                                                                    | $ 2.533.223  |
| 14.             | Grigor Dimitrov             | 2.570  | 23          |                                                                                    | $ 2.703.137  |
| 15.             | Karen Khatjanov             | 2.520  | 22          | Zhuhai                                                                             | $ 2.445.635  |
| 16.             | Frances Tiafoe              | 2.310  | 22          | Houston, Stuttgart                                                                 | $ 2.588.010  |
| 17.             | Ben Shelton                 | 2.145  | 26          | Tokyo                                                                              | $ 2.323.394  |
| 18.             | Cameron Norrie              | 1.940  | 25          | Rio de Janeiro                                                                     | $ 2.089.231  |
| 19.             | Nicolás Jarry               | 1.810  | 22          | Santiago, Genève                                                                   | $ 1.717.463  |
| 20.             | Ugo Humbert                 | 1.765  | 28          | Metz                                                                               | $ 1.456.294  |
| 21.             | Francisco Cerúndolo         | 1.760  | 26          | Eastbourne                                                                         | $ 1.900.945  |
| 22.             | Adrian Mannarino            | 1.755  | 31          | Newport, Astana, Sofia                                                             | $ 1.674.315  |
| 23.             | Tallon Griekspoor           | 1.640  | 27          | Pune, 's-Hertogenbosch                                                             | $ 1.500.660  |
| 24.             | Sebastian Korda             | 1.530  | 19          |                                                                                    | $ 1.545.830  |
| 25.             | Jan-Lennard Struff          | 1.522  | 27          |                                                                                    | $ 1.343.119  |
| 26.             | Alejandro Davidovich Fokina | 1.495  | 25          |                                                                                    | $ 1.810.831  |
| 27.             | Lorenzo Musetti             | 1.470  | 27          |                                                                                    | $ 1.918.308  |
| 28.             | Sebastián Báez              | 1.435  | 30          | Córdoba, Kitzbühel, Winston-Salem                                                  | $ 1.252.472  |
| 29.             | Félix Auger-Aliassime       | 1.425  | 21          | Basel                                                                              | $ 1.637.948  |
| 30.             | Tomás Martín Etcheverry     | 1.375  | 29          |                                                                                    | $ 1.438.980  |
| 31.             | Jiří Lehečka                | 1.372  | 27          |                                                                                    | $ 1.603.119  |
| 32.             | Aleksandr Bublik            | 1.369  | 31          | Halle, Antwerpen                                                                   | $ 1.570.556  |
| 33.             | Laslo Djere                 | 1.285  | 26          |                                                                                    | $ 1.286.152  |
| 34.             | Christopher Eubanks         | 1.235  | 26          | Mallorca                                                                           | $ 1.384.763  |
| 35.             | Aslan Karatsev              | 1.193  | 20          |                                                                                    | $ 1.253.157  |
| 36.             | Arthur Fils                 | 1.162  | 24          | Lyon                                                                               | $ 842.404    |
| 37.             | Borna Ćorić                 | 1.135  | 22          |                                                                                    | $ 1.418.121  |
| 38.             | Daniel Evans                | 1.131  | 27          | Washington                                                                         | $ 1.519.445  |
| 39.             | Roman Safiullin             | 1.122  | 22          |                                                                                    | $ 1.183.000  |
| 40.             | Alexei Popyrin              | 1.084  | 26          | Umag                                                                               | $ 1.070.148  |
| 41.             | Mackenzie McDonald          | 1.055  | 29          |                                                                                    | $ 1.245.066  |
| 42.             | Andy Murray                 | 1.050  | 24          |                                                                                    | $ 989.396    |
| 43.             | Sebastian Ofner             | 1.048  | 31          |                                                                                    | $ 804.727    |
| 44.             | Matteo Arnaldi              | 1.021  | 25          |                                                                                    | $ 936.895    |
| 45.             | Max Purcell                 | 1.012  | 30          |                                                                                    | $ 817.031    |
| 46.             | Dušan Lajović               | 994    | 25          | Banja Luka                                                                         | $ 924.020    |
| 47.             | Lorenzo Sonego              | 990    | 28          |                                                                                    | $ 1.270.396  |
| 48.             | Yoshihito Nishioka          | 955    | 22          |                                                                                    | $ 1.224.203  |
| 49.             | Aleksandr Sjevtjenko        | 947    | 31          |                                                                                    | $ 714.693    |
| 50.             | Stan Wawrinka               | 942    | 22          |                                                                                    | $ 1.185.643  |
| 51.             | Botic van de Zandschulp     | 930    | 24          |                                                                                    | $ 1.093.151  |
| 52.             | Yannick Hanfmann            | 914    | 25          |                                                                                    | $ 943.931    |
| 53.             | Márton Fucsovics            | 912    | 23          |                                                                                    | $ 1.025.073  |
| 54.             | J.J. Wolf                   | 910    | 25          |                                                                                    | $ 1.085.194  |
| 55.             | Miomir Kecmanović           | 905    | 31          |                                                                                    | $ 1.008.471  |
| 56.             | Jordan Thompson             | 902    | 28          |                                                                                    | $ 824.861    |
| 57.             | Daniel Altmaier             | 891    | 27          |                                                                                    | $ 986.877    |
| 58.             | Zhang Zhizhen               | 885    | 23          |                                                                                    | $ 1.068.482  |
| 59.             | Marcos Giron                | 860    | 29          |                                                                                    | $ 1.004.691  |
| 60.             | Jack Draper                 | 856    | 19          |                                                                                    | $ 737.907    |
| 61.             | Aleksandar Vukic            | 855    | 32          |                                                                                    | $ 679.334    |
| 62.             | Roberto Bautista Agut       | 836    | 26          |                                                                                    | $ 993.652    |
| 63.             | Roberto Carballés Baena     | 816    | 32          |                                                                                    | $ 862.959    |
| 64.             | Fábián Marozsán             | 805    | 25          |                                                                                    | $ 636.107    |
| 65.             | Thanasi Kokkinakis          | 802    | 24          |                                                                                    | $ 725.994    |
| 66.             | Luca Van Assche             | 796    | 28          |                                                                                    | $ 634.446    |
| 67.             | Pavel Kotov                 | 791    | 23          |                                                                                    | $ 533.537    |
| 68.             | Christopher O'Connell       | 780    | 31          |                                                                                    | $ 866.807    |
| 69.             | Emil Ruusuvuori             | 771    | 28          |                                                                                    | $ 980.641    |
| 70.             | Pedro Cachín                | 763    | 30          | Gstaad                                                                             | $ 787.843    |
| 71.             | Rinky Hijikata              | 744    | 27          |                                                                                    | $ 658.607    |
| 72.             | Borna Gojo                  | 744    | 21          |                                                                                    | $ 724.040    |
| 73.             | Benjamin Bonzi              | 738    | 28          |                                                                                    | $ 728.042    |
| 74.             | Gaël Monfils                | 737    | 18          | Stockholm                                                                          | $ 742.309    |
| 75.             | Taro Daniel                 | 737    | 26          |                                                                                    | $ 748.148    |
| 76.             | Richard Gasquet             | 735    | 33          | Auckland                                                                           | $ 816.090    |
| 77.             | Dominik Koepfer             | 733    | 21          |                                                                                    | $ 372.924    |
| 78.             | Tomáš Macháč                | 731    | 27          |                                                                                    | $ 430.579    |
| 79.             | Nuno Borges                 | 729    | 27          |                                                                                    | $ 626.423    |
| 80.             | Thiago Seyboth Wild         | 718    | 23          |                                                                                    | $ 373.679    |
| 81.             | Bernabé Zapata Miralles     | 715    | 26          |                                                                                    | $ 897.206    |
| 82.             | Alexandre Müller            | 714    | 31          |                                                                                    | $ 635.217    |
| 83.             | Juan Pablo Varillas         | 709    | 25          |                                                                                    | $ 817.006    |
| 84.             | Grégoire Barrère            | 708    | 30          |                                                                                    | $ 851.092    |
| 85.             | Jaume Munar                 | 706    | 30          |                                                                                    | $ 690.989    |
| 86.             | Constant Lestienne          | 699    | 33          |                                                                                    | $ 648.750    |
| 87.             | Cristian Garín              | 696    | 22          |                                                                                    | $ 599.895    |
| 88.             | Federico Coria              | 694    | 30          |                                                                                    | $ 501.625    |
| 89.             | Maximilian Marterer         | 683    | 22          |                                                                                    | $ 425.439    |
| 90.             | Matteo Berrettini           | 682    | 17          |                                                                                    | $ 1.023.735  |
| 91.             | Daniel Elahi Galán          | 676    | 30          |                                                                                    | $ 779.165    |
| 92.             | Dominic Stricker            | 673    | 21          |                                                                                    | $ 631.144    |
| 93.             | Facundo Díaz Acosta         | 668    | 26          |                                                                                    | $ 304.017    |
| 94.             | Alex Michelsen              | 661    | 26          |                                                                                    | $ 268.792    |
| 95.             | Arthur Rinderknech          | 656    | 28          |                                                                                    | $ 826.761    |
| 96.             | Albert Ramos-Viñolas        | 654    | 33          |                                                                                    | $ 717.636    |
| 97.             | Dominic Thiem               | 652    | 27          |                                                                                    | $ 753.726    |
| 98.             | Yosuke Watanuki             | 642    | 21          |                                                                                    | $ 534.609    |
| 99.             | Quentin Halys               | 640    | 25          |                                                                                    | $ 739.132    |
| 100.            | Flavio Cobolli              | 640    | 33          |                                                                                    | $ 272.426    |
| Danske spillere |                             |        |             |                                                                                    |              |
| 337.            | August Holmgren             | 153    | 22          |                                                                                    | $ 23.653     |
| 415.            | Elmer Møller                | 106    | 21          |                                                                                    | $ 16.619     |
| 871.            | Christian Sigsgaard         | 20     | 13          |                                                                                    | $ 5.906      |
| 964.            | Johannes Ingildsen          | 14     | 18          |                                                                                    | $ 6.237      |
| 1064.           | Kane Bonsach Ganley         | 9      | 12          |                                                                                    | $ 3.706      |
| 1588.           | Philip Hjorth               | 2      | 5           |                                                                                    | $ 1.536      |
| 1674.           | Anders Grinderslev          | 1      | 1           |                                                                                    | $ 430        |
| 1760.           | Henrik Heise Korsgaard      | 1      | 2           |                                                                                    | $ 586        |

### Double
| Plac.           | Spiller                    | Point | Turneringer | Vundne turneringer                                         | Præmiepenge |
| --------------- | -------------------------- | ----- | ----------- | ---------------------------------------------------------- | ----------- |
| 1.              | Austin Krajicek            | 7.130 | 23          | Roland-Garros, Monte-Carlo, Rotterdam, London, Beijing     | $ 1.131.747 |
| 2.              | Ivan Dodig                 | 6.620 | 21          | Roland-Garros, Monte-Carlo, Rotterdam, London, Beijing     | $ 1.003.310 |
| 3.              | Rohan Bopanna              | 6.390 | 22          | Indian Wells, Doha                                         | $ 1.020.789 |
| 4.              | Matthew Ebden              | 6.390 | 25          | Indian Wells, Doha                                         | $ 1.038.856 |
| 5.              | Horacio Zeballos           | 6.307 | 21          | Shanghai                                                   | $ 819.608   |
| 6.              | Rajeev Ram                 | 6.290 | 24          | US Open, ATP Finals, Wien, Lyon                            | $ 783.157   |
| 7.              | Joe Salisbury              | 6.290 | 24          | US Open, ATP Finals, Wien, Lyon                            | $ 784.062   |
| 8.              | Wesley Koolhof             | 6.170 | 23          | Wimbledon, 's-Hertogenbosch                                | $ 1.019.382 |
| 9.              | Neal Skupski               | 6.170 | 24          | Wimbledon, 's-Hertogenbosch                                | $ 1.030.142 |
| 10.             | Marcel Granollers          | 6.127 | 22          | Shanghai                                                   | $ 811.001   |
| 11.             | Santiago González          | 5.830 | 28          | Miami, Paris, Basel, Marseille, Los Cabos                  | $ 906.367   |
| 11.             | Édouard Roger-Vasselin     | 5.830 | 28          | Miami, Paris, Basel, Marseille, Los Cabos                  | $ 906.622   |
| 13.             | Máximo González            | 4.290 | 26          | Cincinnati, Rio de Janeiro, Barcelona, Washington, Córdoba | $ 657.160   |
| 13.             | Andrés Molteni             | 4.290 | 26          | Cincinnati, Rio de Janeiro, Barcelona, Washington, Córdoba | $ 657.160   |
| 15.             | Hugo Nys                   | 3.885 | 31          | Rom, Metz                                                  | $ 631.115   |
| 16.             | Jamie Murray               | 3.850 | 28          | Dallas, Banja Luka, Genève, Zhuhai                         | $ 516.069   |
| 16.             | Michael Venus              | 3.850 | 28          | Dallas, Banja Luka, Genève, Zhuhai                         | $ 516.069   |
| 18.             | Jean-Julien Rojer          | 3.840 | 24          | Toronto, Adelaide 2, Delray Beach                          | $ 556.209   |
| 19.             | Marcelo Arévalo            | 3.840 | 25          | Toronto, Adelaide 2, Delray Beach                          | $ 564.004   |
| 20.             | Jan Zieliński              | 3.840 | 28          | Rom, Metz                                                  | $ 619.267   |
| 21.             | Kevin Krawietz             | 3.802 | 23          | Hamborg                                                    | $ 529.163   |
| 22.             | Jackson Withrow            | 3.395 | 33          | Newport, Atlanta, Winston-Salem, Astana                    | $ 519.854   |
| 23.             | Rinky Hijikata             | 3.376 | 26          | Australian Open, Tokyo                                     | $ 442.845   |
| 24.             | Tim Pütz                   | 3.365 | 23          | Hamborg                                                    | $ 466.465   |
| 25.             | Sander Gillé               | 3.275 | 27          | Pune, Estoril                                              | $ 411.609   |
| 25.             | Joran Vliegen              | 3.275 | 27          | Pune, Estoril                                              | $ 411.609   |
| 27.             | Nathaniel Lammons          | 3.220 | 36          | Pune, Estoril                                              | $ 534.755   |
| 28.             | Fabrice Martin             | 2.977 | 25          | Dubai                                                      | $ 431.369   |
| 29.             | Harri Heliövaara           | 2.705 | 25          | Adelaide 1                                                 | $ 397.454   |
| 30.             | Jason Kubler               | 2.535 | 15          | Australian Open                                            | $ 349.873   |
| 31.             | Lloyd Glasspool            | 2.495 | 28          | Adelaide 1                                                 | $ 385.958   |
| 32.             | Mate Pavić                 | 2.475 | 27          | Auckland, Stuttgart, Eastbourne                            | $ 361.765   |
| 33.             | Andreas Mies               | 2.430 | 26          |                                                            | $ 348.712   |
| 34.             | Sadio Doumbia              | 2.410 | 34          | Chengdu                                                    | $ 296.556   |
| 35.             | Max Purcell                | 2.406 | 24          | Tokyo, Houston                                             | $ 253.307   |
| 36.             | Fabien Reboul              | 2.335 | 37          | Chengdu                                                    | $ 302.145   |
| 37.             | Alexander Erler            | 2.280 | 32          | Acapulco, München, Kitzbühel                               | $ 306.655   |
| 38.             | Nicolas Mahut              | 2.252 | 25          |                                                            | $ 349.077   |
| 39.             | John Peers                 | 2.250 | 30          | Halle                                                      | $ 329.524   |
| 40.             | Lucas Miedler              | 2.190 | 33          | Acapulco, München, Kitzbühel                               | $ 315.665   |
| 41.             | Robin Haase                | 2.185 | 32          | Montpellier                                                | $ 357.159   |
| 42.             | Matwé Middelkoop           | 2.170 | 31          | Montpellier                                                | $ 316.243   |
| 43.             | Nikola Mektić              | 1.935 | 28          | Auckland, Stuttgart, Eastbourne                            | $ 318.664   |
| 44.             | Aleksandr Nedovjesov       | 1.855 | 29          | Båstad, Sofia                                              | $ 194.169   |
| 45.             | Andrej Rubljov             | 1.830 | 14          | Madrid                                                     | $ 368.363   |
| 46.             | Marcelo Melo               | 1.810 | 28          | Halle                                                      | $ 323.482   |
| 47.             | Julian Cash                | 1.795 | 35          |                                                            | $ 161.833   |
| 48.             | Robert Galloway            | 1.785 | 35          |                                                            | $ 174.399   |
| 49.             | Ariel Behar                | 1.755 | 32          |                                                            | $ 175.093   |
| 50.             | Andrea Vavassori           | 1.717 | 24          | Santiago, Marrakesh                                        | $ 177.004   |
| 51.             | Gonzalo Escobar            | 1.690 | 30          | Båstad, Sofia                                              | $ 195.067   |
| 52.             | Francisco Cabral           | 1.685 | 33          |                                                            | $ 175.609   |
| 53.             | Romain Arneodo             | 1.671 | 30          |                                                            | $ 187.045   |
| 54.             | Sam Weissborn              | 1.646 | 28          |                                                            | $ 181.408   |
| 55.             | Simone Bolelli             | 1.645 | 21          | Buenos Aires                                               | $ 242.907   |
| 56.             | Adam Pavlásek              | 1.625 | 28          |                                                            | $ 144.665   |
| 57.             | Albano Olivetti            | 1.608 | 31          |                                                            | $ 156.348   |
| 58.             | Karen Khatjanov            | 1.560 | 9           | Madrid                                                     | $ 317.135   |
| 59.             | Rafael Matos               | 1.395 | 30          |                                                            | $ 222.092   |
| 60.             | Henry Patten               | 1.365 | 27          |                                                            | $ 110.379   |
| 61.             | Andrej Golubev             | 1.365 | 28          | Stockholm                                                  | $ 124.154   |
| 62.             | Reese Stalder              | 1.356 | 34          |                                                            | $ 77.987    |
| 63.             | Yuki Bhambri               | 1.355 | 29          | Mallorca                                                   | $ 150.335   |
| 64.             | Hendrik Jebens             | 1.327 | 38          |                                                            | $ 71.261    |
| 65.             | Denys Moltjanov            | 1.320 | 31          | Stockholm                                                  | $ 80.181    |
| 66.             | Constantin Frantzen        | 1.283 | 39          |                                                            | $ 67.261    |
| 67.             | Nikola Ćaćić               | 1.230 | 25          |                                                            | $ 126.739   |
| 68.             | Mackenzie McDonald         | 1.220 | 16          |                                                            | $ 188.114   |
| 69.             | Bart Stevens               | 1.214 | 35          |                                                            | $ 124.483   |
| 70.             | Victor Vlad Cornea         | 1.214 | 36          |                                                            | $ 91.190    |
| 71.             | Nicolás Barrientos         | 1.195 | 32          |                                                            | $ 112.450   |
| 72.             | N. Sriram Balaji           | 1.182 | 34          |                                                            | $ 96.357    |
| 73.             | André Göransson            | 1.175 | 31          |                                                            | $ 128.553   |
| 74.             | Evan King                  | 1.166 | 39          |                                                            | $ 53.411    |
| 75.             | Juan Sebastián Cabal       | 1.155 | 19          |                                                            | $ 189.424   |
| 76.             | Marcelo Demoliner          | 1.093 | 24          | Marrakesh                                                  | $ 141.593   |
| 77.             | Pierre-Hugues Herbert      | 1.090 | 11          |                                                            | $ 125.604   |
| 78.             | John-Patrick Smith         | 1.085 | 32          |                                                            | $ 83.712    |
| 79.             | Ben McLachlan              | 1.080 | 26          |                                                            | $ 122.596   |
| 80.             | Miguel Ángel Reyes-Varela  | 1.044 | 40          |                                                            | $ 121.154   |
| 81.             | Guido Andreozzi            | 1.033 | 32          |                                                            | $ 62.658    |
| 82.             | Cristian Rodríguez         | 1.026 | 26          |                                                            | $ 58.768    |
| 83.             | Botic van de Zandschulp    | 975   | 11          |                                                            | $ 199.605   |
| 84.             | Diego Hidalgo              | 965   | 34          |                                                            | $ 75.208    |
| 85.             | Petros Tsitsipas           | 960   | 33          | Antwerpen                                                  | $ 122.429   |
| 86.             | Vijay Sundar Prashanth     | 960   | 36          |                                                            | $ 41.257    |
| 87.             | Maxime Cressy              | 955   | 15          | Dubai                                                      | $ 170.353   |
| 88.             | Anirudh Chandrasekar       | 955   | 35          |                                                            | $ 43.544    |
| 89.             | Dan Added                  | 950   | 24          |                                                            | $ 43.663    |
| 90.             | Jeevan Nedunchezhiyan      | 942   | 31          |                                                            | $ 79.872    |
| 91.             | Luca Sanchez               | 941   | 38          |                                                            | $ 55.917    |
| 92.             | Ben Shelton                | 930   | 16          |                                                            | $ 189.881   |
| 93.             | Federico Zeballos          | 926   | 30          |                                                            | $ 41.102    |
| 94.             | Boris Arias                | 926   | 32          |                                                            | $ 42.056    |
| 95.             | Andrew Harris              | 922   | 33          |                                                            | $ 55.690    |
| 96.             | Andrea Pellegrino          | 921   | 23          | Santiago                                                   | $ 61.310    |
| 97.             | Théo Arribagé              | 921   | 38          |                                                            | $ 52.391    |
| 98.             | Saketh Myneni              | 916   | 24          |                                                            | $ 109.084   |
| 99.             | David Pel                  | 915   | 27          |                                                            | $ 77.375    |
| 100.            | Guillermo Durán            | 914   | 30          |                                                            | $ 84.142    |
| Danske spillere |                            |       |             |                                                            |             |
| 307.            | Johannes Ingildsen         | 201   | 20          |                                                            | $ 5.962     |
| 322.            | August Holmgren            | 188   | 12          |                                                            | $ 6.014     |
| 472.            | Christian Sigsgaard        | 118   | 10          |                                                            | $ 3.889     |
| 574.            | Holger Rune                | 90    | 2           |                                                            | $ 22.511    |
| 1183.           | Elmer Møller               | 23    | 4           |                                                            | $ 879       |
| 1606.           | Henrik Heise Korsgaard     | 8     | 1           |                                                            | $ 270       |
| 1625.           | Carl Emil Overbeck         | 8     | 2           |                                                            | $ 360       |
| 1625.           | Oskar Brostrøm Poulsen     | 8     | 2           |                                                            | $ 360       |
| 1739.           | Kane Bonsach Ganley        | 7     | 11          |                                                            | $ 892       |
| 1977.           | Cornelius Alexander Shalmi | 3     | 1           |                                                            | $ 160       |
| 2035.           | Mikael Torpegaard          | 3     | 2           |                                                            | $ 296       |
| 2071.           | Felipe Mikkelsen           | 3     | 3           |                                                            | $ 340       |
| 2156.           | Emil Chr. e. Mikkelsen     | 2     | 1           |                                                            | $ 96        |
| 2156.           | Valdemar Frederik Pape     | 2     | 1           |                                                            | $ 96        |
| 2249.           | Gustav Theilgaard          | 2     | 2           |                                                            | $ 186       |